# 이혜진 (1977년)

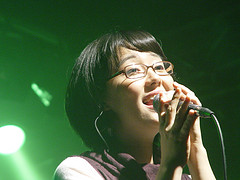
이혜진

이혜진(李惠珍, 1977년 7월 10일 ~ )은 대한민국의 여자 가수이자 노래패 우리나라의 멤버이다.

## 개인 음반
- 이혜진 1집, 길이 되고 나무가 되어 (발매일 2003년 9월 27일)
- 이혜진 2집, 내리다 (발매일 2014년 11월 27일)